# Maurus Ronner
Maurus Ronner (* 20. Jahrhundert) ist ein deutscher Filmkomponist.
Maurus Ronner absolvierte von 1987 bis 1988 ein Gitarrenstudium an der Swiss Jazz School in St. Gallen, danach für ein Jahr am Musicians Institute in Hollywood. Von 1990 bis 1994 studierte er Filmmusik am Berklee College of Music in Boston. Seit 1997 ist Maurus Ronner als Komponist, überwiegend für Fernsehproduktionen, und Musikproduzent in Berlin tätig.

## Filmografie (Auswahl)
- 2002: Ballett ist ausgefallen (Kurzfilm)
- 2004: Wilde Jungs (Fernsehserie, 9 Folgen)
- 2004: Abenteuer 1900 – Leben im Gutshaus (Dokuserie, 16 Folgen)
- 2004: Zwei Männer und ein Baby
- 2005: Macho im Schleudergang
- 2007: Manatu – Nur die Wahrheit rettet Dich
- 2007: Noch ein Wort und ich heirate dich!
- 2007: Das zweite Leben
- 2008: Plötzlich Papa – Einspruch abgelehnt! (Fernsehserie, 8 Folgen)
- 2008: Mein Schüler, seine Mutter & ich
- 2008: Marie Brand und die tödliche Gier
- 2009: Frauen wollen mehr
- 2009: Phantomschmerz
- 2009: Von ganzem Herzen
- 2010: Die Grenze
- 2010: Sexstreik!
- 2011–2012: Heiter bis tödlich: Nordisch herb (Fernsehserie, 16 Folgen)
- 2012: Die Nonne und der Kommissar – Verflucht
- 2012: Anleitung zum Unglücklichsein
- 2012: Nicht mit mir, Liebling
- 2013: Lotta & die frohe Zukunft
- 2014: Die Briefe meiner Mutter
- 2014: Zwei mitten im Leben
- 2015: Mein Sohn Helen
- 2015–2016: Sibel & Max (Fernsehserie, 24 Folgen)
- 2016: Der Hodscha und die Piepenkötter
- 2016: Ku’damm 56
- 2017: Eltern allein zu Haus (Fernseh-Trilogie)
  - 2017: Die Schröders (Film 1)
  - 2017: Die Winters (Film 2)
- 2017: Kalt ist die Angst
- 2017: Das Pubertier (Fernsehserie, 6 Folgen)
- 2018: Abgeschnitten
- 2018: Dogs of Berlin (Fernsehserie, 10 Folgen)
- 2019: Ella Schön (Fernsehreihe, 2 Folgen)
- 2019: Fast perfekt verliebt
- seit 2019: Käthe und ich (Fernsehreihe, 10 Folgen)
- 2020: Barbaren (Fernsehserie)
- 2021: Nord Nord Mord – Sievers und der goldene Fisch
- 2021–2023: Sisi (Fernsehserie, 4 Folgen)
- 2022: Der Schiffsarzt (Fernsehserie)
- 2022: Wilsberg: Schmeckt nach Mord (Fernsehreihe)
- 2023: Tatort: Verborgen
- 2023: Zwei Weihnachtsmänner sind einer zu viel (Fernsehfilm)
- 2024: Wilsberg: Ein Detektiv und Gentleman (Fernsehreihe)
- 2024: Wilsberg: Blut geleckt (Fernsehreihe)
- 2024: Nächste Ausfahrt Glück – Übers Ziel hinaus (Fernsehreihe)
- 2024: Nächste Ausfahrt Glück – Endlich ich (Fernsehreihe)